# Derek Miles
Derek Miles (* 28. September 1972 in Sacramento) ist ein ehemaliger US-amerikanischer Stabhochspringer.

## Werdegang
2003 wurde er US-Hallenmeister und Fünfter bei den Hallenweltmeisterschaften in Birmingham. Im Freien wurde er nationaler Vizemeister und Sechster bei den Weltmeisterschaften in Paris/Saint-Denis. Im Jahr darauf qualifizierte er sich als Dritter der US-Ausscheidungskämpfe für die Olympischen Spiele in Athen, wo er Siebter wurde.
Nach drei relativ erfolglosen Jahren siegte er 2008 bei den nationalen Ausscheidungskämpfen für die Olympischen Spiele in Peking. Dort wurde er zunächst Vierter und verpasste damit knapp die Bronzemedaille, da er nur einen Fehlversuch mehr hatte als der Dritte Denys Jurtschenko, der ebenfalls 5,70 m übersprang. Im November 2016 veröffentlichte das Internationale Olympische Komitee, dass Jurtschenko in Peking gedopt angetreten war. Damit rückt Miles auf den Bronzeplatz vor.
Am 8. September übersprang er bei einem Schauwettkampf vor dem Brandenburger Tor in Berlin 5,85 m und stellte damit seinen persönlichen Rekord ein, den er am 12. Februar 2005 in Donezk in der Halle erzielt hatte. Als US-Vizemeister fuhr er im Jahr darauf erneut nach Berlin, schied aber diesmal bei den Leichtathletik-Weltmeisterschaften 2009 in der Qualifikation aus. Zum Abschluss seiner Karriere belegte er bei den Leichtathletik-Hallenweltmeisterschaften 2010 noch einmal den vierten Platz.
Derek Miles ist 1,91 m groß, sein Wettkampfgewicht betrug 86 kg. Er ist Absolvent der University of South Dakota und seit 2004 mit Tori Devericks verheiratet.